# مقبرة عيسى دده
مقبرة عيسى دده هي مقبرة تاريخية تقع في محلة الشهوان في الموصل.
ذكره الخطيب العمري في «منية الأدباء» وقال: «مرقد عيسى دده: قيل أنه ابن الشيخ عبد القادر [الجيلاني] رضي الله عنه، وهو في ناحية الخراب وعليه قبه، ويزار.»
ذكر سعيد الديوه جي أن الموقع بنى فيه سيف الدين غازي خانقاه في القرن السادي الهجري، ثم على مر السنين انهدمت وسكنها اناس لعل منهم عيسى دده، فغلب اسمه عليها.
كما بني قرب المقبرة مسجد لكنه فجّر في فترة سيطرة داعش على المدينة وتحديدا في يوم 2 من ايلول سنة 2014 م.